# Liste des sites mégalithiques du Derbyshire
Cette liste non exhaustive recense les principaux sites mégalithiques du Derbyshire.

## Cartographie
Localisation des principaux sites mégalithiques du Derbyshire
| : Complexes mégalithiques · : Alignements, henges, cromlechs · : Dolmens, menhirs, tumulus, cairns · |

## Liste
| Site                          | Type                 | Autorité              | Notes                                      | Coordonnées                 | Image |
| ----------------------------- | -------------------- | --------------------- | ------------------------------------------ | --------------------------- | ----- |
| Arbor Low                     | Henge                | Derbyshire Dales      |                                            | 53° 10′ 08″ N, 1° 45′ 42″ O |       |
| Enclos de Barbrook (de)       | Site mégalithique    | North East Derbyshire | Trois cromlechs et deux cairns circulaires | 53° 16′ 33″ N, 1° 35′ 06″ O |       |
| Barbrook One (en)             | Cromlech             | North East Derbyshire |                                            | 53° 16′ 35″ N, 1° 35′ 01″ O |       |
| The Bull Ring (en)            | Henge                | High Peak             |                                            | 53° 18′ 02″ N, 1° 53′ 04″ O |       |
| Cork Stone                    | Affleurement naturel |                       |                                            | 53° 09′ 42″ N, 1° 38′ 15″ O |       |
| Doll Tor (en)                 | Cromlech             | Derbyshire Dales      |                                            | 53° 09′ 45″ N, 1° 38′ 42″ O |       |
| Five Wells (en)               | Tombe à chambre      | Derbyshire Dales      |                                            | 53° 14′ 11″ N, 1° 48′ 57″ O |       |
| Cromlech de Hordron Edge (en) | Cromlech             | High Peak             |                                            | 53° 22′ 41″ N, 1° 40′ 41″ O |       |
| Nine Ladies (en)              | Cromlech             | Derbyshire Dales      |                                            | 53° 10′ 05″ N, 1° 37′ 44″ O |       |
| Nine Stones Close             | Cromlech             | Derbyshire Dales      |                                            | 53° 09′ 38″ N, 1° 39′ 52″ O |       |
| Cairns de Raventor (de)       | Cairns               | Derbyshire Dales      | Trois cairns                               | 53° 12′ 41″ N, 1° 34′ 26″ O |       |
| Wet Withens (de)              | Cromlech             | Derbyshire Dales      |                                            | 53° 18′ 27″ N, 1° 39′ 48″ O |       |